# Alice Wins the Derby
Série Alice Comedies
Alice Is Stage Struck
(1925) Alice Picks the Champ
(1925)
Pour plus de détails, voir Fiche technique et Distribution.
Alice Wins the Derby est un court métrage d'animation américain muet de la série Alice Comedies sorti en 1925. 

## Synopsis
Alice, Julius et Pete participent à une course mélangeant course automobile et course de chevaux. Pete n'hésite pas à tricher, par exemple en forçant Julius à prendre un détour.

## Fiche technique
- Titre original : Alice Wins the Derby
- Série : Alice Comedies
- Réalisation : Walt Disney
- Animation : Ub Iwerks, Rollin Hamilton, Thurston Harper
- Encrage et peinture : Lillian Bounds, Kathleen Dollard, Hazelle Linston
- Photographie : Mike Marcus
- Montage  : Georges Winkler
- Production :  Walt Disney
- Société de production : Disney Brothers Studios
- Société de distribution : Margaret J. Winkler (1925) ; Syndicate Pictures (1929, version sonorisée)
- Pays :  États-Unis
- Format d'image : noir et blanc - 35 mm - 1,37:1 - muet
- Genre : animation et prises de vues réelles
- Durée : 6 min 53
- Dates de sortie : 
  - Version muette : 12 juillet 1925[1],[2] au Piccadilly Theatre  de New York en première partie de The Woman Hater
  - Version sonorisée : 15 novembre 1929

Source : Walt in Wonderland

## Distribution
- Margie Gay : Alice

## Commentaires
Produit en mai-juin 1925, le film a été livré le 9 juin 1925. Il met en scène la première course entre les trois principaux protagonistes. Cette compétition se poursuit dans Alice's Balloon Race (1926), une course de ballon, puis dans Alice's Brown Derby (1927), nouvelle course de chevaux, et enfin dans Alice's Auto Race (1927), une course de voiture sur un scénario proche de Alice Wins the Derby. 